# Grimbosq
Grimbosq település Franciaországban, Calvados megyében. Lakosainak száma 284 fő (2022. január 1.). Grimbosq Maizet, Les Moutiers-en-Cinglais, Mutrécy, Sainte-Honorine-du-Fay, Saint-Laurent-de-Condel és Montillières-sur-Orne községekkel határos.

## Népesség
A település népességének változása:
| Lakosok száma | 196  | 287  | 285  | 283  | 291  | 294  | 287  | 283  | 282  | 284  |
|               | 1968 | 1982 | 1990 | 2006 | 2013 | 2015 | 2017 | 2019 | 2020 | 2022 |